# Tatort: Wo ist nur mein Schatz geblieben?
Wo ist nur mein Schatz geblieben? (Arbeitstitel: Abgrund) ist ein Fernsehfilm aus der Fernseh-Kriminalreihe Tatort, der am 22. April 2019 erstmals im Ersten gesendet wurde. In dieser 1091. Tatort-Folge ermitteln die Bremer Kommissare Lürsen und Stedefreund ihren 39. und letzten Fall.

## Handlung
Bei Bauarbeiten an einer Straße wird zufällig die Leiche einer unbekannten Frau entdeckt. Der Mörder hatte sie recht professionell mit einem Draht erdrosselt und in einem Plastiksack im Schotter unter einer Straße versteckt, die gerade erneuert werden sollte. Bei der Obduktion wird festgestellt, dass der gesamte Körper akribisch mit Formaldehyd gereinigt wurde und der Täter dadurch keinerlei Spuren hinterlassen hat. Die Kommissare Lürsen und Stedefreund finden schnell heraus, dass die Tote für eine dubiose Immobilienentwicklungsfirma tätig war, gegen deren illegale Geldgeschäfte bereits die BKA-Beamten Maller und Kempf ermitteln. Geschäftsführerin dieser Firma ist Vera Berlov, die im Verdacht steht, für ihren Familienclan und die tschetschenische Mafia Geld zu waschen, das ihr Bruder Adam Berlov ihr übergibt. Um den Leuten das Handwerk zu legen, hatte das BKA vor Monaten Roger Stahl als verdeckten Ermittler in die Familie eingeschleust, doch fatalerweise hat Stahl sich in Vera Berlov verliebt und inzwischen auch ein Kind mit ihr. Dass dem BKA nun auch noch die Kriminalpolizei mit Mordermittlungen in die Quere kommt, droht ihre jahrelange Arbeit zusätzlich zu gefährden. Für Stedefreund ist das Auftauchen von Maller und Kempf ebenso unerfreulich, denn er hatte mit ihnen vor einigen Jahren schon einmal zu tun, was er seiner Kollegin zunächst verschweigt. Sie bemerkt jedoch sehr schnell, dass mit Stedefreund etwas nicht stimmt und er sehr angespannt wirkt. Zudem trifft er sich hinter ihrem Rücken mit den BKA-Leuten, doch erfährt sie davon und verlangt von ihm eine Stellungnahme. Doch Stedefreund verweigert sich, und so ruft Lürsen die BKA-Beamtin Linda Selb zu Hilfe, mit der sie in der Vergangenheit schon öfter gut zusammengearbeitet hatte. Von ihr erfährt Lürsen, dass ihr Kollege 2013 gar nicht in Afghanistan zu einer Polizeiausbildung geschickt wurde, wie er damals angegeben hatte, sondern für Maller als Verdeckter Ermittler gearbeitet hatte, um in Deutschland einen Menschenhändlerring zu sprengen.
Für Maller und Kempf zeichnet sich derweil das Finale ihrer jahrelangen Vorbereitung ab. Nach Stahls Angaben bringt Adam Berlov in Kürze einen großen Geldbetrag, und damit könnten die BKA-Beamten den Clan ausheben und ihre Informanten im Zeugenschutz in Sicherheit bringen. Allerdings platzt ihnen erst einmal Stedefreund dazwischen, der sich aufgrund der Auffindesituation des Mordopfers sicher ist, dass das BKA dahinter steckt. Die Konfrontation misslingt und Stedefreund bringt mit dieser Aktion Maller und Kempf nur gegen sich auf. Den Grund, weshalb Martina Koch sterben musste, hat er dabei nicht erfahren können. Den liefert aber seine Kollegin, denn bei der Auswertung der Internetaktivitäten des Opfers ist klar, dass Koch ein reges Sexualleben hatte und sich auch für Roger Stahl interessiert hatte. Dabei ist sie seiner V-Mann-Aktivität auf die Spur gekommen und wurde zur Gefahr. Lürsen hält daher Stahl für den Mörder. Stedefreund sieht das jedoch anders, und es kommt zum Streit zwischen den beiden. Da Lürsen nicht länger mit ansehen kann, wie ihr Kollege sich mental immer mehr von ihr zu entfernen scheint, drängt sie ihn, endlich über seine Vergangenheit zu reden. Das gelingt, und er spricht zum ersten Mal über sein damaliges Trauma. Bei dem fragwürdigen Einsatz kamen alle Beteiligten ums Leben und auch sein damaliger Kollege. Maller und Kempf hatten dann für die „Entsorgung“ der Leichen gesorgt und Stedefreund zurück nach Bremen geschickt, wo er so tun musste, als wäre nichts passiert. Da die Leichen 2013 unter frischem Asphalt deponiert wurden, ist Stedefreund davon überzeugt, dass auch Martina Koch auf das Konto von Maller und Kempf geht. Allerdings fehlen dafür jegliche Beweise. Um die zu bekommen, lassen die Ermittler die Tarnung von Roger Stahl auffliegen und wollen ihn so dazu bringen, gegen Maller und Kempf auszusagen, bzw. die beiden bei einer Straftat zu überführen. Nach Lürsens Vermutung haben die beiden nämlich vor, sich mit den in Kürze „angelieferten“ Millionen abzusetzen. Doch die Situation eskaliert, als Adam Berlov eintrifft und der Zugriff des BKA erfolgt. Dabei stellt sich Stedefreund schützend vor Lürsen und wird von mehreren Schüssen Kempfs tödlich getroffen.
Wie von Lürsen erwartet, greift sich Maller die Tasche mit den Millionen, und Linda Selb kann ihn festnehmen. Ein paar Tage später verstreut Selb bei einem Tandemsprung zusammen mit Lürsen die Asche von Stedefreund in der Luft.

## Hintergrund
Der Film wurde an 23 Drehtagen vom 25. September 2018 bis zum 25. Oktober 2018 in Bremen und Umgebung gedreht.

## Rezeption

### Einschaltquote
Die Erstausstrahlung von Wo ist nur mein Schatz geblieben? am 22. April 2019 wurde in Deutschland von 8,56 Millionen Zuschauern gesehen und erreichte einen Marktanteil von 25,8 % für Das Erste.

### Kritiken
Christian Buß von Spiegel Online urteilte: „Baxmeyer hat auch diese Abschiedsfolge […] inszeniert, in der Kommissar Stedefreund überhöht ins Bild gesetzt wird wie Liam Neeson in seinen vielen Rachethrillern und in dem [sic] die Drogen-Schockbehandlungen der korrupten BKA-Ermittler wie in einem Tarantino-Film daherkommen.“
Bei tittelbach.tv wertet Thomas Gehringer: „Der letzte Fall für die Bremer ‚Tatort‘-Kommissare Lürsen (Sabine Postel) und Stedefreund (Oliver Mommsen) wird zur Zerreißprobe für ihre Freundschaft.“ Dem Zuschauer bietet sich dabei „ein unterhaltsames und spannendes Freundschaftsdrama, eingebettet in einen zum Teil arg gewalttätigen Krimi-Thriller.“ „Um Plausibilität und ‚Realismus‘ geht es hier weniger, zum Abschied ist vielmehr alles auf den Showdown am Ende hin konstruiert, gewissermaßen paarweise.“
Filmstarts.de schrieb: „Über die holprig zusammengeschusterte Geschichte mag man noch großzügig hinwegsehen, beim Blick auf die Figuren offenbaren sich aber ebenfalls große Schwächen: Die durchgeknallten BKA-Ermittler Maller und Kempf agieren schlichtweg fernab jeder Realität, während man der unterkühlten Vera Berlov und ihrem angeblich so schwer in sie verliebten Lebensgefährten Roger Stahl das glückliche Pärchen zu keinem Zeitpunkt abkauft. […] Auch schauspielerisch agieren nicht alle Darsteller auf der Höhe – einige Komparsen und Kleindarsteller agieren gar so steif und hölzern, dass man diese Szenen besser ganz gestrichen hätte. So gehen Lürsen und Stedefreund am Ende mit einem großen Knall in ‚Tatort‘-Rente – aber nicht mit einem überzeugenden Sonntagskrimi.“